# Lista över portugisiskspråkiga författare
Detta är en lista över portugisiskspråkiga författare.

## Angola
- Adriano Botelho de Vasconcelos
- Agostinho Neto
- José Eduardo Agualusa
- José Luandino Vieira
- Ondjaki
- Paulo de Carvalho
- Pepetela
- Sousa Jamba
- Uanhenga Xitu eller Mendes de Carvalho
- Víctor Kajibanga
- Viriato da Cruz

## Brasilien
- Abgar Renault
- Adélia Prado
- Adolfo Caminha
- Adriana Falcão
- Adriana Lisboa
- Afonso Arinos
- Affonso Romano de Sant'Anna
- Alaíde Lisboa
- Alberto de Oliveira
- Alberto Mussa
- Alcântara Machado
- Alcides Maia
- Alceu Wamosy
- Aldo Novak
- Alphonsus de Guimarães
- Aluísio Azevedo
- Alvarenga Peixoto
- Álvares de Azevedo
- Ana Cristina Cesar
- Aníbal Beça
- Aníbal Machado
- Antônio Bezerra
- Antônio Callado
- Antônio Sales
- Araripe Júnior
- Artur Azevedo
- Antonio Cícero
- Arnaldo Antunes
- Arnaldo Damasceno Vieira
- Arthur Ramos
- Augusto de Campos
- Augusto dos Anjos
- Autran Dourado
- Ariano Suassuna
- Basílio da Gama
- Benjamin Sanches
- Bento Teixeira
- Bernadette Lyra
- Botelho de Oliveira
- Bruna Lombardi
- Caio Fernando Abreu
- Capistrano de Abreu
- Carlos de Laet
- Carlos Drummond de Andrade
- Carlos Heitor Cony
- Casimiro de Abreu
- Cassiano Ricardo
- Castro Alves
- Catulo da Paixão Cearense
- Cecília Meireles
- César Leal
- Chico Buarque
- Chico César
- Clarice Lispector
- Clarice Pacheco
- Cléo Martins
- Cornélio Pena
- Cristiane Grando
- Cruz e Sousa
- Dalton Trevisan
- Darcy Ribeiro
- Dau Bastos
- Décio Pignatari
- Deoscoredes M. dos Santos
- Dias Gomes
- Dionélio Machado
- Domingos Pellegrini
- Drauzio Varella
- Edison Carneiro
- Elisa Lispector
- Elisa Lucinda
- Elly Herkenhoff
- Érico Veríssimo
- Euclides da Cunha
- Fagundes Varela
- Fernando Bonassi
- Fernando Sabino
- Fernando Gabeira
- Ferreira Gullar
- Francisca Júlia
- Fran Dotti do Prado
- Gabriel Chalita
- Gesiel Júnior
- Gilberto Freyre
- Gilka Machado
- Gonçalves de Magalhães
- Gonçalves Dias
- Graciliano Ramos
- Graça Aranha
- Gregório de Matos Guerra
- Gustavo Reiz
- Gustavo Barroso
- Harry Laus
- Hélio Melo
- Hélio Pellegrino
- Hilda Hilst
- Huberto Rohden
- Ignácio de Loyola Brandão
- Ivan Sant'anna
- Josué Guimarães
- João Aguiar
- João do Rio
- João Cabral de Melo Neto
- João Gilberto Noll
- João Guimarães Rosa
- João Paulo Cotrim
- João Simões Lopes Neto
- João Ubaldo Ribeiro
- Jorge Amado
- José de Alencar
- Jorge Fernando dos Santos
- José Leon Machado
- José J. Veiga
- José Lins do Rego
- Julio Cezar Ribeiro Vaugham
- Jô Soares
- Juvenal Galeno
- Kátya Chamma
- Leonardo de Moraes
- Leonardo Mota
- Lima Barreto
- Lourenço Mutarelli
- Luis Eduardo Matta
- Luís Fernando Veríssimo
- Luiz Bacellar
- Luiz Alfredo Garcia Roza
- Lygia Fagundes Telles
- Maciel Monteiro
- Machado de Assis
- Manuel Bandeira
- Manuel de Barros
- Márcio Souza
- Maria José Dupré
- Maria Teresa Elisa Böbel
- Mário de Andrade
- Mário Faustino
- Mário Quintana
- Mário Ribeiro da Cruz
- Menotti del Picchia
- Michel Melamed
- Miguel Jorge
- Miguel Marvilla
- Millôr Fernandes
- Mino Carta
- Moacir Japiassu
- Moacir Scliar
- Monteiro Lobato
- Murilo Mendes
- Murilo Rubião
- Nelson Hoffmann
- Nelson Rodrigues
- Nina Rodrigues
- Nic Nilson
- Otto Lara Resende
- Otto Maria Carpeaux
- Oswald de Andrade
- Paulo Aquarone
- Paulo Coelho
- Paulo Freire
- Paulo Leminski
- Paulo Lins
- Paulo Mendes Campos
- Paulo Pontes
- Paulo Querido
- Pedro Bandeira
- Pedro Gil-Pedro
- Pedro Nava
- Plínio Marcos
- Qorpo Santo
- Rachel de Queiroz
- Raduan Nassar
- Raul Bopp
- Raul de Leoni
- Raul Pompéia
- Raul Lody
- Regina Echeverria
- Reginaldo Prandi
- Reinaldo Mendes de Góes
- Renard Perez
- Renata Palottini
- Renato Pacheco
- Renato Tapado
- Roberto Drummond
- Rodolfo Teófilo
- Ronaldo Cagiano Barbosa
- Rubem Alves
- Rubem Braga
- Rubem Fonseca
- Rui Barbosa
- Ruth Rocha
- Santiago Nazarian
- Sérgio Buarque de Hollanda
- Sérgio Jockymann
- Sérgio Sant'Anna
- Silviano Santiago
- Sousândrade
- Vicente Cechelero
- Victor Louis Stutz
- Vinicius de Moraes
- Zacarias Martins
- Zélia Gattai

## Kap Verde
- Amílcar Cabral
- Germano Almeida
- Jorge Barbosa
- Manuel Veiga
- Orlanda Amarílis
- Viriato de Barros

## Galicien
- Ricardo Carvalho Calero
- Afonso D. Rodrigues Castelao
- Rosalia de Castro
- Curros Henriques
- Ricardo Flores Peres
- Ernesto Guerra da Cal
- João Guisan Seixas
- Jenaro Marinhas del Valle
- Eduardo Pondal
- Carlos Quiroga

## Guinea-Bissau
- Amílcar Cabral

## Moçambique
- Albino Magaia
- Armando Artur
- Calane da Silva
- Eduardo White
- João Paulo Borges Coelho
- José Craveirinha
- Leite de Vasconcelos
- Lília Momplé
- Luís Bernardo Honwana
- Luís Carlos Patraquim
- Marcelino dos Santos
- Marcelo Panguana
- Mia Couto
- Nelson Saúte
- Noémia de Sousa
- Paulina Chiziane
- Reinaldo Ferreira
- Rui de Noronha
- Rui Knopfli
- Ungulani Ba Ka Khosa

## Portugal
- Abel Botelho
- Afonso Lopes Vieira
- Al Berto
- Alberto Pimenta
- Alberto Pimentel
- Alexandre Cabral
- Alexandre Herculano
- Alexandre Maria Pinheiro Torres
- Alfredo Margarido
- Almada Negreiros
- Almeida Garrett
- Álvaro Feijó
- Alves Redol
- Ana Saldanha
- Antero de Figueiredo
- Antero de Quental
- António Alçada Baptista
- António Aleixo
- António Botto
- António Caetano de Sousa
- António Feijó
- António Feliciano de Castilho
- António Garcia Barreto
- António Gedeão
- António Gomes Leal
- António Gonçalves Annes Bandarra
- António Graça Abreu
- António Lobo Antunes
- António Mota
- António Nobre
- António Quadros
- António Vicente Campinas
- António Vieira
- António de Vilas-Boas e Sampaio
- Augusto Abelaira
- Augusto Gil
- Arménio Gomes dos Santos
- Armindo José Rodrigues
- Baptista-Bastos
- Bernardim Ribeiro
- Branquinho da Fonseca
- Bulhão Pato
- Camilo Castelo Branco
- Carlos de Oliveira
- Carlos Malheiro Dias
- Carlos Vaz
- Conde d'Aurora
- Cristóvão Falcão
- David Mourão Ferreira
- Eugénio de Andrade
- Eça de Queirós
- Fernanda de Castro
- Fernanda Seno
- Fernando Augusto de Freitas Motta Luso Soares
- Fernando Guedes
- Fernando Monteiro de Castro Soromenho
- Fernando Namora
- Fernando Pessoa
- Fernão Lopes
- Fernão Mendes Pinto
- Ferreira de Castro
- Fialho de Almeida
- Fiama Hasse Pais Brandão
- Filinto Elísio
- Florbela Espanca
- Francisco Adolfo Coelho
- Francisco Costa
- Francisco José Viegas
- Francisco Gomes de Amorim
- Gabriel Pereira de Castro
- Garcia de Resende
- Gil Vicente
- Herberto Helder
- Ilse Losa
- Jaime Cortesão
- João de Barros
- João de Deus
- João Gaspar Simões
- João José Cochofel
- João-Maria Nabais
- Joaquim Paço d'Arcos
- Joaquim Pessoa
- José Carlos Ary dos Santos
- José Gomes Ferreira
- José Jorge Letria
- José Leon Machado
- José Maria Latino Coelho
- José Régio
- José Rodrigues Miguéis
- José Saramago - nobelpristagare 1998
- Judite Teixeira
- Júlio César Machado
- Júlio Dantas
- Lídia Jorge
- Luiz Francisco Rebello
- Luís Pereira Brandão
- Luís de Sttau Monteiro
- Luís Vaz de Camões
- Luísa Costa Gomes
- Manuel Alegre
- Manuel António Pina
- Manuel da Fonseca
- Manuel Maria Barbosa du Bocage
- Manuel Teixeira Gomes
- Maria Amália Vaz de Carvalho
- Maria Judite de Carvalho
- Maria Ondina Braga
- Maria Velho da Costa
- Marina Tavares Dias
- Mário Beirão
- Mário Cláudio
- Mário de Sá-Carneiro
- Mário Dionísio
- Mário Vicente
- Marquesa de Alorna
- Matilde Rosa Araújo
- Miguel de Castro Henriques
- Miguel Sousa Tavares
- Natália Correia
- Pedro Almeida Vieira
- Pedro Corte Real
- Pedro Paixão
- Pinheiro Chagas
- Possidónio Cachapa
- Rafael Dionísio
- Ramalho Ortigão
- Raul Brandão
- Ruben A.
- Rui Alexandrino Ferreira
- Ruy Belo
- Ruy Cinatti
- Sebastião Alba
- Sebastião da Gama
- Sidónio Muralha
- Soeiro Pereira Gomes
- Sophia de Mello Breyner Andresen
- Teixeira de Pascoaes
- Teófilo Braga
- Teolinda Gersão
- Tomás António Gonzaga
- Urbano Tavares Rodrigues
- Vasco de Lima Couto
- Vergílio Ferreira

## São Tomé och Príncipe
- Conceição Lima

## Östtimor
- Luís Cardoso